# 杜利萊
杜利萊（英語：Olivier Doleuze；1972年4月19日—），前法國騎師。2019年6月4日，他在個人社交網站宣佈正式掛靴，結束33年的策騎生涯。

## 簡歷
杜利萊出生於法國，14歲開始騎馬，曾榮膺法國冠軍見習騎師。他於法國出賽大多為夏德馬房效力，並曾勝出了多場經典賽事。
杜利萊於2001-2002年度馬季正式來香港發展，並於2001年12月23日首次於跑馬地馬場上陣，展開於香港的策騎事業。2001年12月26日，杜利萊於沙田馬場憑策騎「千杯勝」取得來港發展以來的首場頭馬勝仗。同日他憑策騎「順利發達」再下一城，取得兩捷的佳績。2001-2002年度馬季，杜利萊於香港策騎發展的首季便已經取得了26場頭馬勝仗。
2006-2007年度馬季，杜利萊取得了67場頭馬勝仗，成為他在港發展以來成績最佳的一季。2006年12月10日，杜利萊憑策騎「星運爵士」勇奪香港一哩錦標，取得個人來港發展以來的首場國際一級賽勝仗。2007年3月18日，杜利萊策騎「好爸爸」奪得主席錦標，在人馬合作下於該季取得三連捷的佳績之餘，更為杜利萊取得自個人來港發展以來的首場本地二級賽勝仗。
2007-2008年度馬季，杜利萊憑策騎「好爸爸」取得出色的成績，人馬合作下分別先後攻下香港一哩錦標預賽、香港一哩錦標、董事盃、女皇銀禧紀念盃及冠軍一哩賽五項香港主要錦標，並奠定了「好爸爸」成為該季香港馬王的盟主。
2008年10月15日，杜利萊於跑馬地馬場先後憑策騎「美極之王」及「美好祝福」取得兩場頭馬勝仗，加上於同日策騎「七星仔」跑入第三名位置，令他首次贏得騎師王榮譽。2008年10月26日，杜利萊憑策騎「綠色駿威」攻下本地三級賽精英碗冠軍。
2009年12月13日，杜利萊憑策騎「好爸爸」再度勇奪香港一哩錦標，為馬兒造出連續三年勝出此項錦標的佳績。
2011年2月5日，杜利萊憑策騎「點心」奪得本地一級賽主席短途獎。
2012年4月22日，杜利萊於澳門策騎「安心居」，坐騎在他跨下領放，並在尾段愈放愈遠，最終大勝對手十二個馬位而回，個人首度攻下澳門打吡大賽。
2013-2014年度馬季，杜利萊夥拍「大運財」先後攻下國慶盃、沙田錦標及馬會一哩錦標三項級賽制賽錦標。該季，他取得了40場頭馬勝仗，令他在港所累積之頭馬勝仗總數增加至506場。
2014年3月8日，杜利萊憑策騎「好好計」於杜拜勇奪三級賽北風錦標。
2014年6月28日，杜利萊於沙田馬場第九場賽事策騎「飛哥」期間，在趨近八百米處時被馬匹拋下墮馬，並在落地時打了幾個觔斗轉了幾個圈，場面非常驚險。幸好杜利萊最終並無大礙，只是右肩及左手手指受傷。
2014年10月4日，杜利萊再憑策騎「好好計」攻下聖雅尼塔短途錦標賽，成為首匹於美國取勝的香港賽駒。
2014年11月12日，杜利萊在跑馬地馬場完成第七場賽事後，便立即趕赴瑞士接受由當地專科醫生對其早前因墮馬事件而導致的右肩傷患進行深入檢查。杜利萊養傷了一個多月後，直至同年12月14日才於沙田馬場復出上陣。
2015年4月18日，杜利萊憑策騎「夢仙」奪得澳港盃，為香港馬匹揚威澳門。2015年6月15日，香港賽馬會牌照委員會公佈2015-2016年度馬季騎師牌照審理結果，杜利萊因早前墮馬事件令其右肩長期受傷患困擾，需要長期接受專科治療，故他希望稍作休養一段時間，以便根治其傷患，並延續其日後的策騎事業，因此他主動向牌照委員會提出撤回續牌申請，並於2014-2015年度馬季完結後暫別在港的策騎生涯。
2015年6月27日，杜利萊在沙田馬場完成當天的賽事後，決定提早結束在香港之策騎聘約，並返回法國根治其右肩的舊患。杜利萊在2014-2015年度馬季合共取得了24場頭馬勝仗，個人在港所贏得的頭馬勝仗累積至530場。杜利萊傷癒復出後，獲澳門賽馬會發出客串騎師牌照，客串期由 2016年 1月25日至2月22日，期間他取得了四場頭馬勝仗。
2016年3月30日，杜利萊獲香港賽馬會牌照委員會發出牌照，准許他由4月3日起至2015-2016年度馬季結束為止重返香港作短期客串，其間他取得了6場頭馬勝仗。
2016-2017年度馬季，杜利萊獲香港賽馬會牌照委員會發出全季騎師牌照，准許他整季在港策騎，最終他贏得20場頭馬，在港累積頭馬增至556場。他獲得澳門賽馬會邀請參加國際男女混合騎師賽，並與藤田菜七子同一組。
2017-2018年度馬季，杜利萊獲香港賽馬會牌照委員會發出全季騎師牌照，不過，該季他獲得的坐騎數量越來越少，季內更曾經在停賽復出後因未獲任何坐騎策騎，令他需休戰一個賽馬日。雖然杜利萊得到的支持銳減，但仍獲方嘉柏和蔡約翰等練馬師給予實力坐騎支持。2017年10月5日，杜利萊在跑馬地馬場憑策騎方嘉柏馬房的「同進」勝出，在馬季展開一個多月後終於打開勝門。賽後，杜利萊表示原本當晚他找不到任何坐騎，全靠方嘉柏支持才不致令他再度坐冷板 ，而他亦向記者坦言自己已年老，更自嘲是上一代騎師，很難與年輕騎師競爭。 季內，杜利萊與蔡約翰馬房的星級賽駒「翩翩」合作無間，並在多項大賽中取得驕人成績。2017年11月19日，杜利萊在馬會短途錦標夥拍「翩翩」跑獲一席第三。2017年12月10日國際賽日，杜利萊再度夥拍「翩翩」出戰香港短途錦標，坐騎在他胯下尾段力追頭馬「紅衣醒神」，結果僅以頸位之差落敗。
2018年1月28日，杜利萊夥拍「翩翩」出戰國際一級賽百週年紀念短途盃，坐騎在他胯下尾段再度展現出強勢後勁，最終反先「紅衣醒神」及「爭分奪秒」勝出，替他攻下該項一級賽，而這場一級賽勝仗亦是他自2014年10月策騎「好好計」攻下一級賽聖雅尼塔短途錦標賽之後，再次勝出國際一級賽，也是他自從2013年1月夥拍「鷹之團」奪取百週年紀念短途盃之後，五年後首次摘取本地頂級大賽桂冠。賽後，杜利萊向記者表示香港馬圈競爭非常激烈，甚至要爭取一匹五班馬策騎亦非常困難，季初沒有想過可以勝出一級賽，而他亦表示自己雖然經歷低潮，但有機會跨上這樣一匹好馬的馬背時，一切付出都值得，並感謝蔡約翰對他的支持。
2018年2月28日，杜利萊於跑馬地馬場頭場賽事憑策騎蔡約翰馬房的「五星特工」勝出，替練者取得在港第1,100場頭馬勝仗。

## 放棄申請牌照，結束在港策騎生涯
杜利萊在港策騎十多年，唯近年其支持度明顯下降，令成績下滑。2018年6月，杜利萊決定不向香港賽馬會牌照委員會申請2018-2019年度馬季的騎師牌照，令他在2017-2018年度馬季完結後便結束多年來在港策騎生涯。2018年7月8日，杜利萊表示基於家庭原因，需要立即離開香港並返回法國，故決定提早結束在港策騎聘約。杜利萊其後在社交平台撰文向馬迷道別，並感謝香港賽馬會、董事、獸醫及釘甲匠，令香港賽馬成為全世界最安全的地方。杜利萊更點名感激練馬師鄭俊偉一直以來對他的支持，特別是「好好計」的成功為他們帶來了不少美好的回憶。杜利萊認為自己雖然未曾在港當上冠軍，但在香港策騎仍然開心及享受在港的每一刻。
2017-2018年度馬季，杜利萊合共勝出15場頭馬，在港累積571場頭馬，其在港最後一場頭馬於2018年6月6日在跑馬地馬場憑策騎葉楚航馬房的「赤水神駒」取得。

2018年11月，杜利萊轉戰中東阿聯酋延續其策騎生涯，並於11月3日在阿布達比馬場一場1600米草地賽事，憑策騎五歲馬Darius Du Paon勝出，打開個人在當地的勝利之門。
2019年，杜利萊本來獲聘到毛里裘斯出任馬房主帥，但後來卻不獲當地政府批准，令他萌生退意。2019年6月4日，杜利萊在個人社交網站宣佈正式掛靴，結束33年的策騎生涯。

## 主要勝出賽事
法國
- 皇家地錦標（英语：Prix de Royallieu） - (1) - Fabulous Hostess (1992)
- 法國二千堅尼（英语：Poule d'Essai des Poulains） - (1) - Green Tune (1994)
- 伊斯巴翰錦標（英语：Prix d'Ispahan） - (1) - Green Tune (1995)
- 隆尚教堂大賽（英语：Prix de l'Abbaye de Longchamp） - (1) - Kistena (1996)
- 紀爾斯大賽（英语：Prix Maurice de Gheest） - (1) - Occupandiste (1997)
- 嘉登大賽（英语：Prix du Cadran） - (1) - Chief Contender (1997)
- 聖格盧準則大賽（英语：Critérium de Saint-Cloud） - (1) - Special Quest (1997)
- 馬素爾大賽（英语：Prix Marcel Boussac） - (2) - Loving Claim (1997)、Juvenia (1998)
- 森林大賽（英语：Prix de la Forêt） -  (2) - Occupandiste (1997)、Dedication (2002)
- 尚盧利加迪大賽（英语：Prix Jean-Luc Lagardère） - (1) - 奧卡萬戈 (2000)
- 法國橡樹大賽（英语：Prix de Diane） - (1) - 埃及樂隊 (2000)
- 莊柏德大賽（英语：Prix Jean Prat） - (1) - Rouvres (2002)

- 邁松拉菲特準則大賽（英语：Critérium de Maisons-Laffitte） - (2) -  Kadounor (1992)、Moiava (1998)
- 卡爾瓦多斯大賽（英语：Prix du Calvados） - (1) - Blushing Gleam (1995)
- 山谷百合錦標（英语：Prix du Muguet） - (2) - Green Tune (1995)、Marathon (1998)
- 福伊錦標（英语：Prix Foy） - (1) - Yokohama (1997)
- 巴黎市議會大賽（英语：Prix du Conseil de Paris） -  (1) - Majorien (1997)
- 馬拉威特大賽（英语：Prix de Malleret） - (2) - Silver Fun (1997)、America (2000)
- 普望錦標（英语：Prix de Pomone） - (1) - Leggera (1998)
- 法國一千橡樹大賽（英语：Prix du Gros Chêne） - (1) - Dananeyev (2001)
- 尚蒂伊大賽（英语：Grand Prix de Chantilly） - (1) - 埃及樂隊 (2001)

- 普賽克錦標（英语：Prix de Psyché） - (1) - 	Palomelle (1992)
- 水塘錦標（英语：Prix des Réservoirs） - (2) - Corrazona (1992)、Occupandiste (1995)
- 萬樂寶錦標（英语：Prix de la Porte Maillot） - (2) - Borodislew (1993)、Occupandiste (1997)
- 旺圖錦標（英语：Prix Vanteaux） - (2) - Corrazona (1993)、America (2000)
- 維希奧弗涅錦標（英语：Grand Prix de Vichy-Auvergne） - (1) - Mint Crisp (1994)
- 松樹大賽（英语：Prix du Pin） -  (3) - Neverneyev (1994)、Vert Val (1997)、Midnight Foxtrot (1999)
- 楓丹白露錦標（英语：Prix de Fontainebleau） - (2) - Atticus (1995)、With the Flow (1998)
- 雅蘭堡大賽（英语：Prix d'Arenberg） - (2) - Ella Nico (1995)、鐵面王子 (2000)
- 瓦茲省塞納河錦標（英语：Prix de Seine-et-Oise） - (1) - Kistena (1996)
- 盃賽（英语：La Coupe） - (1) -  Dance Treat (1996)
- 艾蒙巴克大賽（英语：Prix Edmond Blanc） - (3) - Wavy Run (1996)、Marathon (1998)、Gold Away (1999)
- 莫特爾錦標（英语：Prix de Meautry） - (1) - Pas de Reponse (1997)
- 昆西大賽（英语：Prix Quincey） - (1) - Marathon (1997)
- 魯力斯大賽（英语：Prix Noailles） - (1) - Special Quest (1998)
- 不羈名駒大賽（英语：Prix Imprudence） - (2) - Cortona (1998)、Stunning (2001)
- 傑時錦標（英语：Prix de Guiche） - (3) - Gold Away (1998)、Mizzen Mast (2001)、Rouvres (2002)
- 埃及女王錦標（英语：Prix Cléopâtre） - (1) - Gold Round (2000)
- 諾卓亭大賽（英语：Prix La Rochette）- (1) - 奧卡萬戈 (2000)
- 聖佐治錦標（英语：Prix de Saint-Georges） - (1) - Dananeyev (2001)
- 保羅穆莎錦標（英语：Prix Paul de Moussac） - (1) - Medecis (2002)
- 萊蒂大賽（英语：Prix de Lutèce） - (1) -  Savannah Bay (2002)

- 馬湛大賽（英语：Prix Matchem） - (2) - Dare and Go (1994)、 Frozen Groom (1998)
- 平等錦標（英语：Prix Isonomy） - (1) - Film Noir (1996)
- 奧列音二世大賽（英语：Prix Omnium II） - (2) - Go Between (1996)、Medecis (2002)

 美國
- 聖雅尼塔短途錦標賽（英语：Ancient Title Stakes）- (1) - 好好計 (2014)

 阿聯酋
- 新達加短途錦標（英语：Al Shindagha Sprint） - (1) - 電光能源 (2011)
- 北風錦標（英语：Mahab Al Shimaal） - (1) - 好好計 (2014)

- 機靈駿馬錦標 - (1) - 渡江 (2019) [16]

 新加坡
- 獅城盃（日语：ライオンシティカップ） - (1) - The Jolly Roger (1998)
- KrisFlyer國際短途錦標- (1) - 鐵面王子 (2001)
- 新航國際盃- (1) - 鬥牛城 (2012)

 澳門
- 澳門打吡大賽- (1) - 安心居 (2012)
- 澳港盃 - (2) - 齊歡笑 (2013)、 夢仙 (2015)
- 澳門堅尼大賽 - (1) - 滿貫福星 (2016)

- 里斯本挑戰盃- (1) - 太陽猛將 (2014)

 香港
- 香港一哩錦標- (3) - 星運爵士 (2006)、好爸爸 (2007、2009)
- 董事盃- (1) - 好爸爸 (2008)
- 女皇銀禧紀念盃- (1) - 好爸爸 (2008)
- 冠軍一哩賽- (1) - 好爸爸 (2008)
- 主席短途獎- (1) - 點心 (2011)
- 百週年紀念短途盃- (3) - 鷹之團 (2012、2013)、翩翩 (2018)

- 主席錦標- (1) - 好爸爸 (2007)
- 馬會一哩錦標- (2) - 好爸爸 (2007)、大運財 (2013)
- 精英碗- (1) - 綠色駿威 (2008)
- 短途錦標- (1) - 好好計 (2013)
- 沙田錦標- (1) - 大運財 (2013)

- 國慶盃- (2) - 包裝選擇 (2012)、大運財 (2013)

- 香港經典盃- (3) - 綠色駿威 (2008)、首飾奇寶 (2009)、續領風騷 (2012)

- 樂聲盃- (1) - 印度之星 (2005)
- 賀年盃- (1) - 好爸爸 (2007)
- 沙田一哩錦標- (1) - 真叻仔 (2008)
- 廣東讓賽盃- (1) - 富高勝 (2011)

- 香港賽馬會社群盃- (1) - 綠色駿馬 (2005)
- 香港回歸盃- (1) - 步步快 (2011)
- 亞洲電視盃- (1) - 勝眼光 (2011)

## 個人生活
杜利萊有一名兒子名為Mike，曾跟隨父親前往香港，目前正於賽馬事業工作。

## 在港策騎成績
| 年度        | 冠  | 亞  | 季  | 殿  | 第五 | 出賽次數 | 所贏獎金（港元） | 備註          |
| ----------- | --- | --- | --- | --- | ---- | -------- | ---------------- | ------------- |
| 2001 - 2002 | 26  | 12  | 8   | 9   | 12   | 141      | $ 23,126,400     | 策騎首季      |
| 2002 - 2003 | 19  | 16  | 31  | 28  | 20   | 263      | $ 15,414,850     | 第2季         |
| 2003 - 2004 | 19  | 11  | 12  | 11  | 10   | 152      | $ 10,900,850     | 第3季         |
| 2004 - 2005 | 57  | 45  | 51  | 38  | 46   | 528      | $ 40,740,600     | 第4季 (季軍)  |
| 2005 - 2006 | 43  | 39  | 56  | 56  | 43   | 508      | $ 32,790,500     | 第5季         |
| 2006 - 2007 | 67  | 57  | 58  | 53  | 49   | 540      | $ 59,154,300     | 第6季 (季軍)  |
| 2007 - 2008 | 36  | 44  | 58  | 41  | 54   | 506      | $ 58,279,500     | 第7季         |
| 2008 - 2009 | 38  | 34  | 34  | 37  | 41   | 416      | $ 39,074,137     | 第8季         |
| 2009 - 2010 | 32  | 38  | 40  | 48  | 37   | 484      | $ 37,784,075     | 第9季         |
| 2010 - 2011 | 38  | 29  | 40  | 47  | 41   | 455      | $ 35,832,500     | 第10季        |
| 2011 - 2012 | 46  | 46  | 27  | 44  | 30   | 448      | $ 42,527,062     | 第11季 (殿軍) |
| 2012 - 2013 | 45  | 36  | 52  | 23  | 44   | 432      | $ 42,713,600     | 第12季 (殿軍) |
| 2013 - 2014 | 40  | 52  | 47  | 36  | 28   | 452      | $ 48,161,437     | 第13季        |
| 2014 - 2015 | 24  | 33  | 34  | 25  | 41   | 373      | $ 25,395,975     | 第14季        |
| 2015 - 2016 | 6   | 10  | 13  | 10  | 4    | 110      | $ 7,411,825      | 第15季        |
| 2016 - 2017 | 20  | 25  | 34  | 32  | 25   | 348      | $ 21,809,125     | 第16季        |
| 2017 - 2018 | 15  | 25  | 11  | 19  | 29   | 269      | $ 29,963,700     | 第17季        |
| 總計        | 571 | 552 | 606 | 557 | 554  | 6,425    |                  |               |

## 在港策騎資料
|                      | 日期           | 賽事                                 | 場地 | 馬場       | 馬名     | 練馬師 | 名次 | 獨贏賠率 |
| -------------------- | -------------- | ------------------------------------ | ---- | ---------- | -------- | ------ | ---- | -------- |
| 初出賽               | 2001年12月23日 | 第五班 - 2200米                      | 草地 | 跑馬地馬場 | 快活王   | 卓普咸 | 12   | 31       |
| 首勝利               | 2001年12月26日 | 第四班 - 1600米                      | 草地 | 沙田馬場   | 千杯勝   | 告達理 | 1    | 47       |
| 級際賽初出賽         | 2002年2月2日   | 香港三級賽 - 2000米 (百週年紀念銀瓶) | 草地 | 沙田馬場   | 偶像     | 岳敦   | 6    | 16       |
| 級際賽首勝利         | 2006年12月10日 | 國際一級賽 - 1600米 (香港一哩錦標)   | 草地 | 沙田馬場   | 星運爵士 | 方嘉柏 | 1    | 15       |
| 一級賽初出賽         | 2002年2月14日  | 香港一級賽 - 1000米 (洋紫荊短途錦標) | 草地 | 沙田馬場   | 特區之星 | 王登平 | 4    | 6.2      |
| 一級賽首勝利         | 2006年12月10日 | 國際一級賽 - 1600米 (香港一哩錦標)   | 草地 | 沙田馬場   | 星運爵士 | 方嘉柏 | 1    | 15       |
| 四歲系列經典賽初出賽 | 2002年3月17日  | 香港一級賽 - 2000米(香港打吡大賽)    | 草地 | 沙田馬場   | 凱明神駒 | 愛倫   | 6    | 12       |
| 四歲系列經典賽首勝利 | 2008年2月17日  | 香港二級賽 - 1800米 (香港經典盃)     | 草地 | 沙田馬場   | 綠色駿威 | 方嘉柏 | 1    | 6.1      |

## 外部連結
- 騎師資料 杜利萊 （页面存档备份，存于）
- 「好好計」勇奪北風錦標 （页面存档备份，存于）
- 「好好計」攻下聖雅尼塔短途錦標賽締創歷史 （页面存档备份，存于）